# Phanoderma rigidum
Phanoderma rigidum är en rundmaskart. Phanoderma rigidum ingår i släktet Phanoderma, och familjen Phanerodermatidae. Arten är reproducerande i Sverige.